# Diogmites litoralis
Diogmites litoralis är en tvåvingeart som först beskrevs av Charles Howard Curran 1930. Diogmites litoralis ingår i släktet Diogmites och familjen rovflugor.
Artens utbredningsområde är Panama. Inga underarter finns listade i Catalogue of Life.